# Bundesnetzagentur

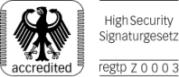
Stämpel från Bundesnetzagentur

Bundesnetzagentur är en statlig tysk myndighet som bevakar, kontrollerar och reglerar områdena post, telekommunikation (där ingår också radio), gas, elektricitet och järnväg i Tyskland.